# 1949 en France
Chronologie de la France
- 1945
- 1946
- 1947
- 1948
- 1949
- 1950
- 1951
- 1952
- 1953

Cet article présente les faits marquants de l'année 1949 en France.

## Événements

### Janvier
- 1er janvier : publication au JO de la loi sur les dépenses budgétaires : 1 250 milliards de dépenses militaires et civiles, 615 milliards de dépenses d'investissements. L'administration fiscale (DGI) s'aperçoit que les recettes exceptionnelles votées le 31 décembre ne rapportent que 110 milliards au lieu des 140 fixés par la loi des Maxima[1].
- 6 janvier : création du Centre national des indépendants (CNI) par Roger Duchet, qui en sera le Président, René Coty et Jean Boivin-Champeaux[2].

L’arrivée du « Merci Train » aux États-Unis.

- 10 janvier : Le Train de la reconnaissance française quitte Paris pour Le Havre où il est embarqué à bord du bateau Le Magellan le 14 janvier pour les États-Unis[3].
- 14 janvier, Indochine : le blocus du Transbassac (plaines occidentales du delta du Mékong) par les troupes françaises est décidé par le général Boyer de Latour pour couper l’approvisionnement en riz du Việt Minh[4].
- 21 janvier : décret autorisant l’émission de l’emprunt national pour la reconstruction de l’équipement[5]. Le ministre des Finances Maurice Petsche lance un grand emprunt industriel pour financer les investissements publics au taux de 5 %. Il rapporte 109 milliards en numéraire[6]. Parallèlement, Maurice Petsche s’efforce de rétablir l’orthodoxie budgétaire pour restaurer les comptes publics et fait voter une hausse fiscale de 180 milliards de francs (surtaxe sur l'essence, le tabac et l'alcool), les recettes passant de 65 à 77 % des dépenses publiques[7]. Les prélèvements obligatoires représentent 17 % de la richesse nationale. La libéralisation des activités commerciales et des prix se poursuit et de nouvelles hausses des tarifs des entreprises publiques (transport, énergie...) sont opérées pour rétablir leur situation financière.
- 24 janvier : début du procès Kravtchenko[8].

### Mars
- 8 mars : accords de l’Élysée (échange de lettres entre Vincent Auriol et Bảo Đại). L’indépendance de l’État du Viêt Nam est à nouveau proclamée par la France, avec pour chef d’État Bảo Đại qui rentre au Viêt Nam le 24 avril et installe sa capitale à Đà Lạt[9]. Il forme un gouvernement le 1er juillet[10]. Le Việt Minh refuse de le reconnaître.
- 20 et 27 mars : élections cantonales[11].

### Avril
- 4 avril : signature à Washington du traité de l'Atlantique nord qui marque la naissance de l’Otan[12].
- 14 avril et 12 mai : Louis Prot, député-maire de Longueau, dénonce lors de deux réunions publiques des dirigeants locaux du PCF d'événements relevant du droit commun, notamment d'avoir détourné plusieurs millions de francs volés le 22 juin 1944 par la Résistance à la Banque de France d'Abbeville. Début de l'« Affaire Prot » qui secoue grandement la fédération communiste de la Somme[13].
- 20 avril : congrès mondial des partisans de la paix, à Paris, du Conseil mondial de la paix[14].
- 22 avril : sortie du film Le Silence de la mer de Jean-Pierre Melville[15].
- 27 avril : dévaluation de 17 % du franc[8].

### Mai
- 5 mai : traité de Londres. Création du Conseil de l'Europe, composé d’un comité des ministres, représentant les gouvernements des 10 États signataires, et d’une assemblée représentative[16].
- 7 mai : déclaration dans le journal Le Monde du ministre des Finances Maurice Petsche. Il y fait part de sa volonté de « continuer dans la voie du réalisme, neutraliser toutes les menaces de rechute, assurer définitivement la stabilisation et le retour à des conditions économiques normales »[7].
- 15 mai : canonisation de Jeanne de Lestonnac, religieuse française du XVIIe siècle, par le pape Pie XII[17].
- 20 mai : transfert des cendres de Victor Schœlcher et de Félix Éboué au Panthéon[18].

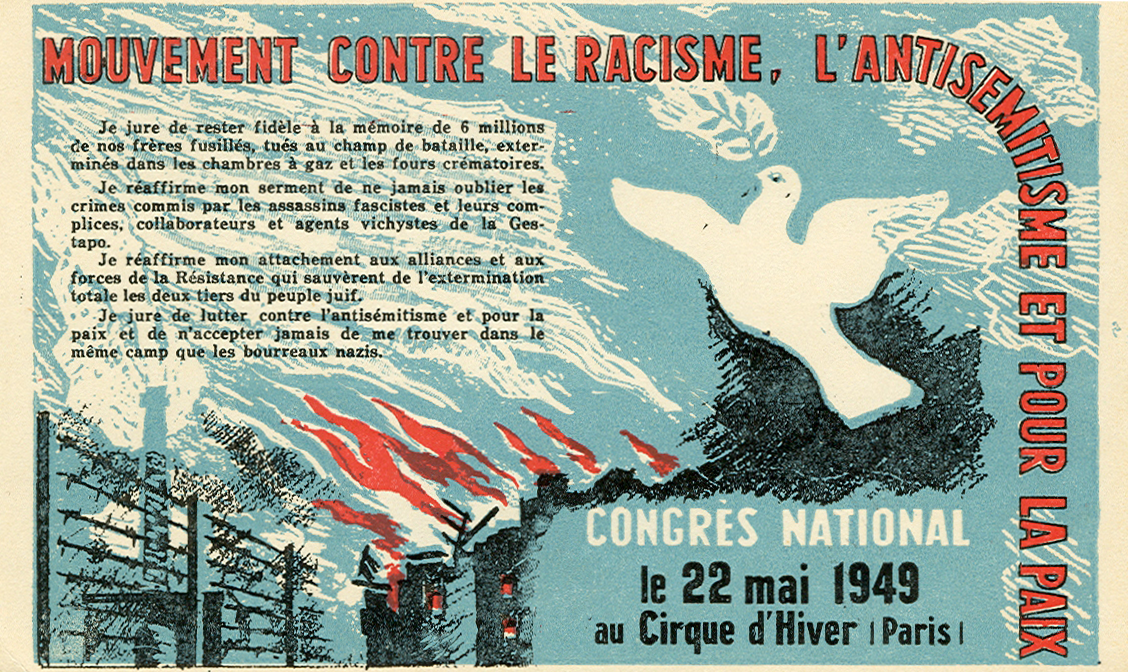
Tract de création du MRAP en 1949

- 22 mai : congrès fondateur du Mouvement contre le racisme, l'antisémitisme et pour la paix[19].

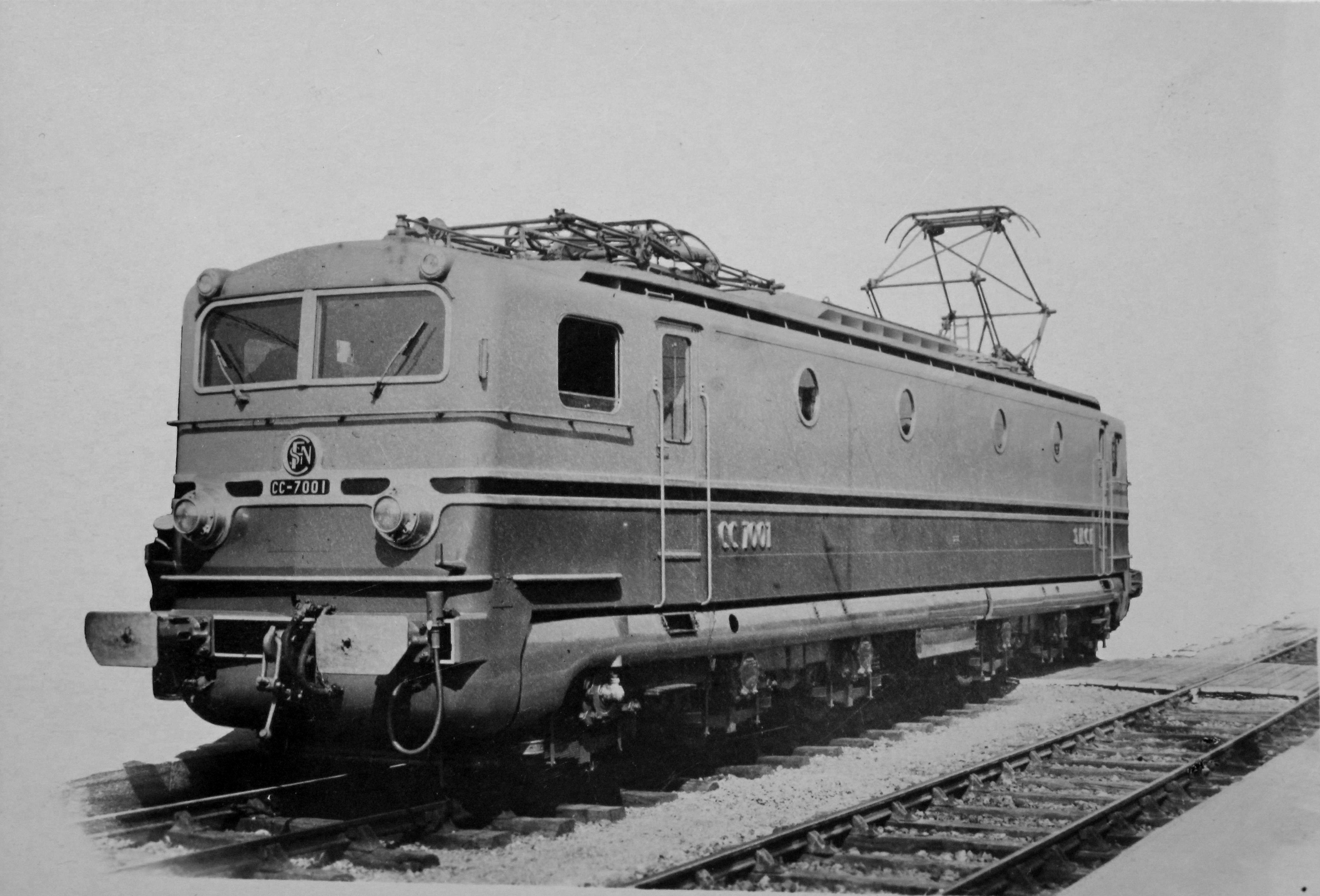
Locomotive SNCF CC 7001, prototype de la série CC 7100.

- 27 mai : le train Paris-Bordeaux, remorqué par la locomotive prototype CC 7001, bat le record d’Europe de vitesse moyenne avec 131 km/h sur 579 km[20],[21].

### Juin
- Juin : publication du premier tome du Deuxième Sexe de Simone de Beauvoir. La prépublication dès le mois de mai dans la revue Les Temps modernes du chapitre tiré du livre l'initiation sexuelle de la femme provoque un scandale[22].
- 2 juin : loi relative au régime de vente de l'essence, mise en vente libre avec deux secteurs de prix[23].
- 19 juin :
  - référendum à Chandernagor, dont la population vote pour le rattachement avec l’Inde qui prend en charge l'administration du territoire dès le 2 mai 1950[24].
  - présentation à Sainte-Sévère du film Jour de fête de Jacques Tati[25].

### Juillet
- 5 juillet : loi qui met en place une Commission des garanties et du crédit au commerce extérieur, une commission consultative sur les diverses catégories de garantie qui peuvent être accordées par l'État ; elle précise que le ministre des Finances est autorisé à accorder la garantie de l’État à des opérations de commerce extérieur qui présentent un caractère essentiel pour l’économie nationale[26]. La composition et le fonctionnement de la commission sont définis par le décret no 49-1077 du 4 août 1949[27].
- 11 juillet : la première 2 CV sort des usines Citroën[28].
- 16 juillet : loi sur les publications destinées à la jeunesse[29].
- 19 juillet : indépendance partielle du royaume du Laos dans le cadre de l’Union française[30].
- 27 juillet : ratification du pacte Atlantique par l’Assemblée nationale[31].

### Août
- 19 août : début de l'Incendie de la forêt des Landes de 1949 qui fait 82 morts[32].
- 26 août : la diffusion par la radio du Việt Minh d'un rapport du général Revers sur la pacification en Indochine déclenche « l'Affaire des généraux »[33].

### Septembre
- 2-17 septembre : troisième édition du Festival de Cannes[34].
- 19 septembre : nouvelle dévaluation de 22,27 % du franc[35]. Le ministre des Finances Maurice Petsche poursuit une politique libérale et d'orthodoxie budgétaire[1].
- 24 septembre-9 octobre : exposition internationale de l'habitat rural et de l'équipement agricole à Lyon[36].

### Octobre
- 6 octobre : chute du gouvernement Henri Queuille[8].
- 25 octobre : l'accroissement de la violence des gangs de malfaiteurs qui profite de l'affaiblissement marqué de l’État depuis la guerre oblige la police judiciaire à s'adapter au plus vite. Une circulaire du ministère de la justice porte création dans chaque service régional de la police judiciaire d'un groupe de répression du banditisme (GRB) plus spécialement chargé de lutter contre les malfaiteurs motorisés[37] (tel le « Gang des Tractions Avant ») auteurs de multiples vols à main armée.
- 27 octobre : début du second gouvernement Georges Bidault[8].
- 28 octobre : le boxeur Marcel Cerdan est tué dans l’accident du vol Paris-New York Air France[38].

### Novembre
- Novembre : l’abbé Pierre fonde la première Communauté Emmaüs à Neuilly-Plaisance après sa rencontre avec Georges Legay. Elle vise à redonner par le travail une place dans la société aux exclus. Par la suite, le mouvement Emmaüs se développe vite, en France et dans le monde, notamment après l'hiver 1954[39].
- 2 novembre : début de la grève des dockers de 1949-1950 en France[40],[41].
- 8 novembre : le traité franco-khmer abolit formellement le protectorat et reconnaît l'indépendance du Royaume du Cambodge dans le cadre de l'Union française[9].
- 22 novembre : sortie du film Occupe-toi d'Amélie de Claude Autant-Lara[42].
- 29 novembre-11 décembre : conférence des experts ; premières discussions avec l'Italie et le Benelux sur la future libéralisation des échanges intra-européens (projet Fritalux, puis Finebel)[43].
- 30 novembre : le haut-commissariat au Ravitaillement est supprimé. Suppression des tickets de rationnement. C’est la fin de neuf années de restrictions[8].

### Décembre
- 10 décembre : découverte du gisement de pétrole de Lacq[44].
- 30 décembre : conventions signées à Saïgon par Bảo Đại et Léon Pignon, haut-commissaire de France en Indochine sur la souveraineté de l’État du Viêt Nam dans le cadre de l’Union française[45].

## Naissances
- 6 janvier : Thierry Ardisson, présentateur télévisé français († 14 juillet 2025).
- 16 février : Marc de Jonge, acteur français († 10 mars 1996).
- 22 mars : Fanny Ardant, actrice et réalisatrice française.
- 1er avril : Dominique Collignon-Maurin, acteur et directeur artistique († 4 août 2025).
- 24 avril : Véronique Sanson, auteure-compositrice-interprète et pianiste française.
- 12 août : Julien Lepers, présentateur français de Questions pour un champion.
- 30 novembre : Érick Bamy, chanteur français et ex-choriste de Johnny Hallyday pendant 30 ans († 27 novembre 2014)